# 立川志らべ
立川 志らべ（たてかわ しらべ、1975年9月3日 - ）は、日本の落語家。落語立川流所属の真打。本名∶久保田 浩之。出囃子は『さつまさ』。

## 来歴
1975年9月生まれ。静岡県田方郡韮山町（現・伊豆の国市） 出身。日本大学法学部卒業。大学時代は日本大学の落研 「日本大学経商法落語研究会」に所属する。大学卒業後、2年ほど社会人として過ごし、2000年3月、立川志らくに入門する。前座名は志らべ。師匠である志らくのほか、ミッキー・カーチスの付き人も務める。いずのくに大使。
2007年7月に立川キウイ、立川談大、泉水亭錦魚、立川平林、立川吉幸、立川談奈、立川らく里、立川らく次と共に二ツ目に昇進。
2016年12月、真打昇進が決まり、2018年10月、真打に昇進した。

## メディア

### テレビ出演
- 2008年4月 - 9月、「 志らべのいっピン！」SBSテレビ（静岡放送）
- 2014年8月、「【今夜開幕！】もう少しだよ！プレミアリーグ！ - ベンと志らべのプレミア噺」J-SPORTS

## 連載
- 「夕刊フジ」ナイター競輪欄で、不定期にコラム執筆
- 2013年12月より「夕刊フジ」毎週金曜日掲載「CS・BS 週末狙い撃ち」